# Phare de North Brother Island

Le phare de North Brother Island (en anglais : North Brother Island Light) était un phare actif situé sur l'île de North Brother, dans l'arrondissement du Bronx (New York City)-État de New York).

## Histoire
Ce phare a été mis en service en 1869 et a été désactivé en 1953. Le phare, une tour octogonale en bois, était à la pointe sud de l'île, donnant sur l'East River.
Avant l'érection du phare, l'île était inhabitée et ne présentait aucune utilisation formelle.
Identifiant : ARLHS : USA-551 .

### Lien connexe
- Liste des phares de l'État de New York